# 鴨志田由貴

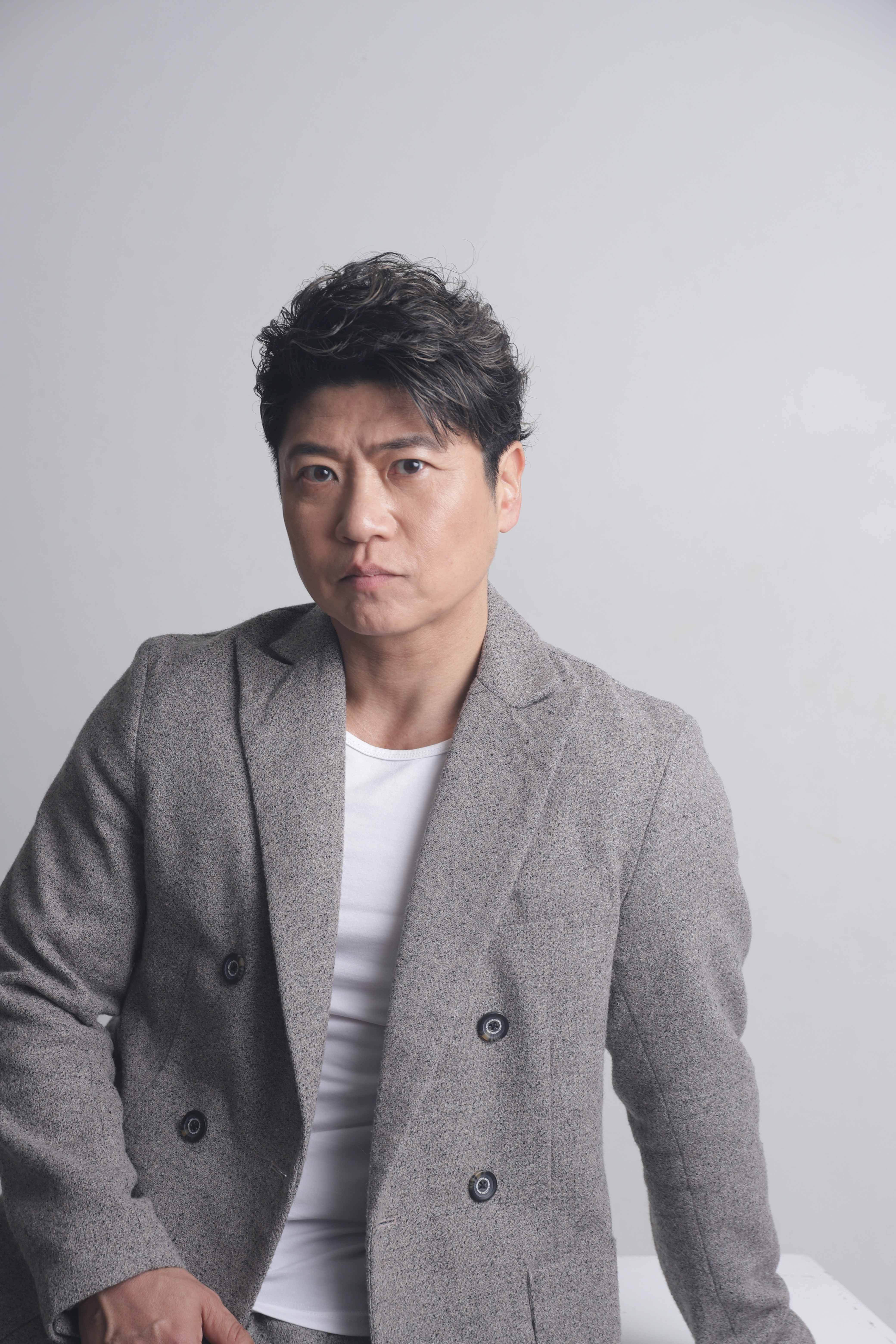
鴨志田 由貴

鴨志田 由貴(かもしだ よしたか、1976年7月3日 - ) は日本のビジネスプロデューサー。
新事業・新商品・新店舗開発など「0」から「1」を生み出すことを得意とするビジネスプロデューサー・マーケター。Re-Public Initiativeの初期メンバー。作戦本部株式会社を設立(2012年1月11日- )。京都造形芸術大学にて京都芸術大学　キャラクターデザイン学科　学科長　教授を務める。日本esports促進協会の理事長。株式会社カンコウタイシの代表取締役に就任（2024年5月-）
その他にも、経産省クールジャパンの芽プロデューサー / 6次産業化中央サポートセンタープランナー / 阿佐ヶ谷アニメストリートプロデュース・運営 / 2k540内 cafe ASANプロデュースなどを手掛ける。

## 来歴
作戦本部株式会社を設立(2012年1月11日- )し、同社の代表取締役。京都造形芸術大学にて准教授を務める。
- 観光を中心としたグローバルセールス事業である、デジタル資産管理 look at me DAM(オーストラリア本社)の日本法人設立の事業プロデュース[7]
- 新コンセプトホテル「藤乃煌」の事業開発へアドバイザーとして携わる[8]
- 産経新聞社との共同バーティカルメディア「ヲタカル」立ち上げ[9]
- インターネットラジオプラットフォーム「rakuten fm/オタリス」の起ち上げに携わる[10]
- 自社メディアとしてソーシャルメディア運営代行・編集長代行サービス「Mediation」を立ち上げる[11]

株式会社カンコウタイシの代表取締役に就任（2024年5月-）
【イベント】
- 新宿区歌舞伎町で開催された「ゴジラ・フェス 2017」プロデュース[12]
- 新宿区　新宿をアートの発信拠点する「新宿クリエイターズフェスタ」にて広報・プロデュースを担当[13]
- 新宿区　国内最大級のスチームパンクイベント「スチームパーク」をプロデュース[14]

【地方創生】
- 阿佐ヶ谷~高円寺高架下 「阿佐ヶ谷アニメストリート」プロデュース[15]
- 長崎県佐々町「CCRC構想」「アクティブシニアを中心とした生涯教育プロジェクト」プロデュース[16]
- 東京都大島町 「金田一少年の謎解き製作」プロデュース・運営ARアプリ「むかしめがね」開発[17]・「伊豆大島新聞」発行・「波浮港まつり」開催・「良き時代を現代に残すむかしミライプロジェクト」プロデュース[18]

- 岡山県和気町 「防災検定普及促進プロジェクト」「 防災イベント」プロデュース[19]

## メディア出演・イベント登壇
【メディア露出】
- テレビ埼玉『アイドル Maker's』レギュラーMC[20]

- NHK「高校講座〜国語表現〜」にて企画書作りの達人として出演[21]
- 「ネットセレブ！第一回：桃知みなみ」[22]

【イベント登壇】
- ＮＰＯ法人　東京都中高齢者福祉推進協議会 「Socialmedia講座」[23]
- TECHNOGYM主催 SNSセミナー「フィットネスクラブにおけるソーシャルメディアの活用法と今後の可能性」[24]
- 新潟県柏崎市 「イノベーションデザイン会議　―街直しの現場から」[25]

【雑誌掲載】
- Think! 『ビジネスリーダーの Facebook & Twitter活用術』[26]
- 東京カレンダーMOOKS『文房具マスターピース』[27]

## 著作
- 晶文社『街直し屋: まちとひとを再生させる仕事』[28]
- 技術評論社『60分でわかる！IT知識シリーズ 60分でわかる！ eスポーツ 最前線』[29]